# Gloria Laura Vanderbilt

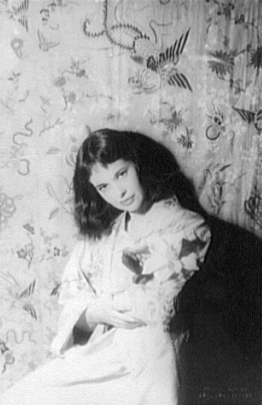
Gloria Vanderbilt im Jahr 1958. Foto von Carl Van Vechten

Gloria Laura Vanderbilt (* 20. Februar 1924 in New York City; † 17. Juni 2019 ebenda) war eine US-amerikanische Schauspielerin, Malerin, Designerin und Autorin.

## Leben

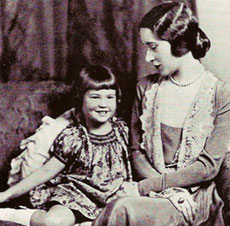
Gloria Laura Vanderbilt als Achtjährige mit ihrer Mutter

Vanderbilt wurde am 20. Februar 1924 in Manhattan, New York City, als einziges Kind des Eisenbahn-Erben Reginald Claypoole Vanderbilt (1880–1925) und seiner zweiten Frau Gloria Morgan-Vanderbilt (1904–1965) geboren. Väterlicherseits war sie die Urenkelin von Cornelius Vanderbilt (1794–1877), mütterlicherseits die Nichte von Thelma Furness, Viscountess Furness (1904–1970), welche zeitweilig die Geliebte von König Edward VIII. von Großbritannien war.
Vanderbilt wurde durch die Taufe als Kind in die Episcopal Church aufgenommen, aber römisch-katholisch erzogen. Obwohl sie in ihrer Jugend religiös war und Therese von Lisieux verehrte, war sie in ihren späteren Jahren keine praktizierende Katholikin. Nach dem Tod ihres Vaters infolge Alkoholmissbrauchs wurde Vanderbilt mit gerade 15 Monaten Erbin eines vier Millionen US-Dollar schweren Treuhandfonds. Ihre Mutter übernahm die Vormundschaft. Später lebte sie in Paris und London, wo sie gemeinsam mit ihrer Mutter und ihrer Tante der High Society angehörte.
Aufgrund des als ausschweifend empfundenen Lebensstils ihrer Mutter, der unter anderem auf ihre offen ausgetragenen heterosexuellen und homosexuellen Liebschaften, etwa mit  Nadja Mountbatten, Marchioness of Milford Haven, zurückgeführt wurde, bemühte sich ihre Tante Gertrude Vanderbilt Whitney (1875–1942) um das Sorgerecht für ihre Nichte. Im Jahr 1934 standen ihre Mutter und ihre Tante Gertrude im Mittelpunkt eines viel beachteten Gerichtsstreits um das Sorgerecht für die damals zehnjährige Gloria Laura Vanderbilt. Das Gericht gab ihrer Tante recht, wodurch sie in Newport und Greenwich Village, umgeben von Cousins ihres Alters aufwuchs. Zudem hatte sie noch eine wesentlich ältere Halbschwester, Mary Cathleen Vanderbilt (1904–1944), aus der ersten Ehe ihres Vaters mit Cathleen Gebhardt Neilson (1882–1927).
Gloria Laura besuchte die Miss Porter’s School, eine auf das College vorbereitende Schule für Mädchen, in Farmington. Später studierte sie an der Art Students League of New York. Nachdem sie die Kontrolle über ihr Erbe erlangt hatte, unterstützte sie ihre Mutter sporadisch. Ihre Mutter starb mittellos in Hollywood und wurde auf dem Friedhof in Culver City bestattet. Neben ihrer Malerei entwarf sie viele Produkte, darunter Bekleidung, Porzellan und Parfüm. In den 1970er Jahren vermarktete sie erfolgreich die Gloria Vanderbilt Designer Jeans – ihr Markenzeichen ist ein weißer Schwan. 2009 veröffentlichte sie den BDSM-Roman Obsession. An Erotic Tale (Ecco, New York). Ihr Sohn aus der Ehe mit Wyatt Emory Cooper ist der CNN-Moderator Anderson Cooper. Vanderbilt starb am 17. Juni 2019 in ihrem Haus in Manhattan im Alter von 95 Jahren an Magenkrebs. Sie ist neben ihrem Sohn Carter und ihrem verstorbenen Ehemann Wyatt auf dem Cooper-Grundstück auf dem Vanderbilt Family Cemetery neben dem Moravian Cemetery auf Staten Island, New York, begraben.

## Ehen und Nachkommen
- 1941–1945 Pasquale DiCicco (1909–1978), Hollywoodagent
- 1945–1955 Leopold Stokowski (1882–1977), Dirigent
  - Leopold Stanislaus „Stan“ (* 22. August 1950)
  - Christopher (* 31. Januar 1955)
- 1956–1963 Sidney Lumet (1924–2011), Filmregisseur
- 1963–1978 Wyatt Cooper (1927–1978), Schriftsteller
  - Carter Vanderbilt Cooper (* 27. Januar 1965; † 22. Juli 1988 durch Suizid)
  - Anderson Cooper (* 3. Juni 1967), Journalist

Gloria Laura Vanderbilt hatte mehrere Beziehungen, darunter mit Howard Hughes (1905–1976), Frank Sinatra (1915–1998), Marlon Brando (1924–2004) und Gordon Parks (1912–2006).

## Karriere

### Schauspiel
Von 1954 bis 1963 widmete sich Vanderbilt der Schauspielerei. Sie studierte Schauspiel am Neighborhood Playhouse bei ihrem Lehrer Sanford Meisner und debütierte 1954 in „The Swan“, das im Pocono Playhouse in Mountainhome, Pennsylvania, aufgeführt wurde. 1955 trat sie am Broadway in der Rolle der Elsie in einer Wiederaufnahme von William Saroyans „The Time of Your Life“ auf.
Vanderbilt spielte in einer Reihe von Fernsehserien mit, darunter Playhouse 90, Studio One in Hollywood und Heute Abend Dick Powell. 1981 hatte sie einen Auftritt in einer zweiteiligen Folge von The Love Boat. Weitere Fernsehsendungen, in denen sie auftrat, waren Person to Person mit Edward R. Murrow, The Tonight Show Starring Johnny Carson, The Oprah Winfrey Show, Live! with Kelly and Michael und CBS News Sunday Morning.

### Mode
Im Alter von 15 Jahren begann Vanderbilt als Model zu arbeiten und erschien in dem Modemagazin Harper’s Bazaar.
In den 1970er Jahren begann Vanderbilt Muster für Porzellan, Glas, Geschirr und Stoffe zu entwerfen und kooperierte mit Glentex für eine erste Kollektion von Seidentüchern. Später folgten Jeans-, Blusen-, Schuh-, Lederwaren- und Parfümkollektionen.
1976 schlug die Firma des indischen Designers Mohan Murjani Vanderbilt vor, gemeinsam eine Linie von Designer-Jeans auf den Markt zu bringen. Diese Jeans waren die ersten, die den Markennamen in der Form von Vanderbilts Unterschrift auf die Gesäßtasche der Jeans trugen. Auf der Vorderseite waren sie mit ihrem aufgestickten Schwanen-Logo versehen. Ihre Jeans waren hoch tailliert und enger geschnitten als andere Jeans der damaligen Zeit und wurden schnell erfolgreich. In den besten Jahren wurde der Wert ihres Mode-Imperiums auf 100 Millionen Dollar geschätzt.
2002 erwarb die Jones Apparel Group die Rechte an den Jeans von Gloria Vanderbilt.
Gloria Vanderbilt wurde dank der zahlreichen Porträtaufnahmen selbst zu einer Stil- und Modeikone. Zu den berühmten Fotografen gehörten Cecil Beaton, Gordon Parks, Horst P. Horst, Gianni Penat, Jeff Riedel, Paul Schutzer, Thomas Iannaccone, Ron Galella und Jack Robinson.

### Kunst
Vanderbilt studierte Kunst an der Art Students League in New York. Ihre erste Einzelausstellung mit Gemälden fand 1952 in der Bertha Schaafer Gallery statt. Ihre Collagen aus Zeichnungen, Gemälden, Stoffen und Decoupage wurden 1969 in der Hammer Gallery gezeigt. Eine ihrer Collagen, „Memory“, wurde von den Vereinten Nationen als Briefmarke zum Gedenken an die Weltgesundheitsorganisation und UNICEF herausgegeben.
2001 kehrte Vanderbilt zur Kunst zurück und eröffnete ihre erste Kunstausstellung „Dream Boxes“ im Southern Vermont Arts Center in Manchester, die von der Kritik sehr positiv aufgenommen wurde. 2007 eröffnete sie eine weitere Ausstellung mit 35 Gemälden im Arts Center.

### Bücher
Vanderbilt schrieb mehrere Bücher und regelmäßig Artikel für die New York Times, Vanity Fair und Elle. 2009 erschien ihr letztes Buch, der Roman „Obsession: An Erotic Tale“, der vor allem in den USA für Aufregung sorgte.

## Werke

### Kunst und Wohnkultur
- Gloria Vanderbilts Book of Collage. mit Alfred Allan Lewis. Van Nostrand Reinhold, New York [1970]. (Nachdrucke: 1978, 1981, ISBN 0-442-25403-2).
- Gloria Vanderbilt Designs for Your Home. mit Phyllis Hingston Roderick. Simon and Schuster, New York [1977], ISBN 0-671-22637-1.

### Memoiren
- Woman to Woman. Doubleday, Garden City, NY 1979, ISBN 0-385-13645-5.
- Once Upon a Time: a True Story. Knopf, New York 1985, ISBN 0-394-54112-X.
- Black Knight, White Knight. Knopf, New York 1987, ISBN 0-394-54412-9.
- A Mother’s Story. Knopf, New York 1996, ISBN 0-679-45052-1.
- It Seemed Important at the Time – A Romance Memoir. Simon & Schuster, New York 2004. (deutsch: Damals schien all das wichtig zu sein – Die Männer meines Lebens. Aus dem Amerikanischen von Andrea Stumpf. Schirmer/Mosel, München 2010, ISBN 978-3-8296-0516-8)
- The Rainbow Comes and Goes: A Mother and Son on Life, Love, and Loss. Harper, New York 2016.[14]

### Romane
- Never Say Good-bye: a Novel. Knopf, New York 1989, ISBN 0-394-57155-X.
- The Memory Book of Starr Faithfull: a Novel. Knopf, New York 1994, ISBN 0-394-58775-8 (deutsch: Ich erzähle es nur dir: das schockierende Tagebuch der Starr Faithfull. Aus dem Amerikanischen von Barbara Ostrop. BLT, [Bergisch Gladbach] 1998, ISBN 3-404-92005-8. – Auch als: Die abgewandte Seite des Lebens. 1995).
- Obsession: an Erotic Tale. Ecco/HarperCollins, New York 2009, ISBN 978-0-06-173489-2. (deutsch: Die Bienenkönigin: Roman einer Begierde. Aus dem Amerikanischen von Teja Schwaner. Kiepenheuer, Berlin 2010, ISBN 978-3-378-00698-0).

### Gedichte
- Love Poems. Illustrated by Ann Bridges. World Pub. Co., Cleveland [1955].

## Fernsehen
- 1957: Studio One (Fernsehserie, 2 Folgen)
- 1958: Kraft Television Theatre (Fernsehserie, 1 Folge)
- 1958: Playhouse 90 (Fernsehserie, 1 Folge)
- 1959: The United States Steel Hour (Fernsehserie, 2 Folgen)
- 1960: Adventures in Paradise (Fernsehserie, 1 Folge)
- 1960: Shirley Temple’s Storybook (Fernsehserie, 1 Folge)
- 1963: Heute Abend Dick Powell (Fernsehserie, 1 Folge)
- 1981: Love Boat (Fernsehserie, 2 Folgen)